# SN 2009gc
SN 2009gc – supernowa typu II odkryta 9 czerwca 2009 roku w galaktyce M-03-28-32. W momencie odkrycia miała maksymalną jasność 17,40m.